# Akdere
Akdere (ryska: Агдере) är en ort i Azerbajdzjan.   Den ligger i distriktet Xızı Rayonu, i den östra delen av landet, 80 kilometer väster om huvudstaden Baku. Akdere ligger 696 meter över havet och antalet invånare är 241.
Terrängen runt Akdere är kuperad. Runt Akdere är det ganska glesbefolkat, med 30 invånare per kvadratkilometer.. Närmaste större samhälle är Nabur, 10,7 kilometer sydväst om Akdere. 
Omgivningarna runt Akdere är i huvudsak ett öppet busklandskap.